# Persiko

Logo der Kirschlikörmarke Persiko (Berentzen)

Persiko (frz. persicot, aus lateinisch persicus für „Pfirsich“), auch Persico, ist ursprünglich ein Branntwein aus Obststeinen oder Bittermandeln, der somit eine gewisse Ähnlichkeit mit Amaretto aufweist. In Deutschland ist Persiko zudem die seit etwa den 1970er-Jahren üblich gewordene Bezeichnung eines eigentlich „Sauern mit Persiko“ genannten Likörs aus Sauerkirschsaft mit 16 bis 25 Volumenprozent Alkohol.

## Geschichte
Die Herkunft des Persiko ist unbekannt. In Deutschland war er spätestens seit dem 18. Jahrhundert verbreitet. Wegen der bei Steinobstverarbeitung unbeabsichtigt entstehenden Blausäure war er in einigen Ländern gemeinsam mit anderen als gesundheitsschädlich eingestuften Getränken wie dem Absinth ab 1915 verboten. Die namentliche Bezeichnung ist weder geschützt noch existiert eine gesetzliche Definition des Getränks.

## Zutaten
Der klassische Persikolikör ist eine Unterform des Pfirsichlikörs. Für ihn wurden ursprünglich Extrakte oder Destillate aus Pfirsichkernen, Kirschkernen, Pfirsichblättern und Bittermandeln verwendet, zum Teil wurden auch ätherische Öle eingesetzt.
Laut Meyers-Enzyklopädie von 1888 sollen zur Herstellung von Persiko-Likör
- Bittermandelöl 4,0
- Kardamomöl 5 Trpf.
- Orangenblütenöl 2 Trpf.
- Zitronenöl 5 Trpf.
- Spiritus 4 Liter
- Zucker 2,5 kg und
- Wasser zu 10 Liter

verwendet werden. Am Ende heißt es als Hinweis zur Gesundheit wörtlich: „Selbstverständlich muß blausäurefreies Bittermandelöl verwandt werden.“

## Persiko als Kultgetränk
Persiko (als Kurzbezeichnung für den Kirschlikör „Sauern mit Persiko“) wurde in den 1970er-Jahren zu einem unter Jugendlichen und Diskogängern beliebten Modegetränk. Es war üblich, Persiko mit anderen Softdrinks und/oder Bier zu mischen. Anfang der 1980er-Jahre wurde es durch andere Getränke abgelöst und entwickelte sich zu einem Nischenprodukt.

## Aktuelle Produkte
Unter der Bezeichnung Persiko vertreibt der Getränkehersteller Berentzen einen Sauerkirschlikör mit einem Alkoholgehalt von 25 Prozent. In der Schreibweise „Persico“ bietet der Hersteller Hardenberg-Wilthen einen klassischen Sauerkirschlikör mit 18 % Alkoholgehalt an, zusätzlich eine neuere Waldmeistervariante. Zudem bieten zahlreiche kleinere Brennereien unter den Bezeichnungen „Persiko“ oder „Persico“ Liköre unterschiedlicher Zutaten an. Auch unter seiner ursprünglichen Bezeichnung „Sauern mit Persiko“ (bzw. „mit Persico“) existiert der mit Persikoaroma hergestellte Sauerkirschlikör weiterhin.